# Programas de espectáculos de Perú
Los programas de espectáculos en Perú constituyen espacios televisivos de difusión popular que se transmiten ampliamente en los canales de señal abierta en todo el país. Guardan similitudes con el periodismo del corazón que se práctica en España y otros países ya que se centran en la vida personal de las celebridades para generar interés en la audiencia e influyen en los medios escritos y las redes sociales.
Dichos programas de entretenimiento llaman al entorno de la farándula Chollywood, un neologismo de cholo y Hollywood; empleado de forma masiva en Magaly TeVe, conducido por Magaly Medina,programa dedicado a informar sobre la vida de las celebridades y la farándula del país e incorporaba «chismes» (rumores sobre sucesos) y «ampays» (palabra quechua que describe un acecho a un famoso), entre otros reportajes. Tiempo después Magaly amplió su cobertura hacia los personajes de programas de telerrealidad, a la par de ganarse la enemistad de varios personajes.
En la década de 2010 el entorno mediático dejó de ser exclusivo de la vida nocturna para dar paso a los denominados chicos reality tras la aparición de programas de telerrealidad de competencias. En aquella época resurgió el nuevo término «farándula lorcha», adoptada por Lupe Miranda,y que los programas presentados por Rodrigo González y Gigi Mitre recurren mucho a ese término, especialmente en Amor, amor, amor.
Los programas de espectáculos forman parte de la cultura popular peruana, caracterizada por una mentalidad conservadora y su desinterés hacia la prensa nacional. El término ha sido criticado por estar tergiversado y practicado fuera del ámbito del ocio y del interés artístico, lo que ha llevado a organizar manifestaciones contra ellos. Debido a su amplia demanda, un estudio de Concortv (2024) señaló que la mitad de los limeños los atribuyen como responsables de insatisfacer al público a la hora de consumir contenido televisivo en señal abierta.

## Historia

### Magaly TeVey primeros programas de espectáculos
Magaly TeVe fue el primer programa de televisión en dedicarse a la prensa de espectáculos cuya partida fueron las celebridades del entorno local. Se inició como segmento del noticiero nocturno ATV Noticias en 1997. Anteriormente, Magaly Medina trabajó en la revista Oiga hasta su desaparición por problemas económicos. Durante los años 2000, el programa acuñó en el entorno mediático el nombre de Chollywood y a sus informadores como «chacales» por su cobertura de las relaciones entre personajes conocidos, infidelidades y compromisos. Dicho sistema rompía el statu quo al hacerse pasar por personalidades de la farándula burlesca, lo que tuvo relativo éxito. Este se consolidó cuando la presentadora recurrió a discursos sobre moralidad, mayormente conservadores, implantados en la sociedad local. De hecho, la revista Cultura de la USMP considera que la «televisión se ha magayizado» gracias al papel de medio de comunicación social de Magaly Medina y a que la revista Semana Económica la nombró en 2007 «la mujer con mayor influencia en la opinión pública».Ese mismo año el programa aprovechó su posicionamiento con el lanzamiento de realities sobre la vida sentimental de Susy Díaz y Lucía de la Cruz.
En simultáneo durante los años de emisión de Magaly TeVe, se lanzaron otros competidores relacionados al entrono Chollywood como: Luna Negra en ATV en reemplazo de Magaly TeVe, cuando este migró a Frecuencia Latina en 1998; Paparazzi, por Red Global en 1997 y que Medina consideró irrelevante para sus cámaras; Mil disculpas, conducido por Carlos Cacho y Laura Borlini por Canal A en 2000; Fuera de foco, por la actriz cómica Karla Tarazona en 2004; y Nada personal conducido por una exreportera de Magaly Milena Jiménez en Frecuencia Latina en 2005. Sin embargo, estos programas fueron cancelados al poco tiempo de iniciar su transmisión, excepto la pareja de Mil disculpas, que después de tres años migró a Red Global bajo el nombre Chiki Boom. En el 2002 se presentó el primer documental centrado en personajes públicos, Vidas secretas, bajo la conducción de Beto Ortiz.

### Amor, amor, amor
Amor, amor, amor fue un programa de televisión que se emitió por primera vez en el 2009 en Frecuencia Latina bajo la producción de Dany Tsukamoto y posteriormente por Renzo Madrid. Inicialmente fue conducido por Carlos Cacho con la participación de Janine Leal hasta su renuncia en el 2010. Tiempo después fue reemplazado por Rodrigo González Lupis «Peluchín», con la coanimación de Carla Barzotti y Sofía Franco, que colaboró junto a Cacho en las primeras temporadas, y más adelante por Gigi Mitre.

#### Historia
Rodrigo colaboraba en sus primeros años para Magaly Medina en la conducción de programas de televisión con Magaly TeVe y radio con Capital. Antes de su reemplazo ya conducía un bloque de espectáculos en el programa matutino Hola a todos de ATV bajo el nombre de «Peluchismes» en 2009, luego pasó su sección a América Televisión en el 2010 dentro del programa Lima Limón.
Amor, amor, amor se emitía por la tarde para dar cabida a su magazín matutino Hombres trabajando para ellas, estrenado en 2010 y cuyo presentador Ricky Tosso señalaba que «no haremos farándula». Como competidor de Magaly TeVe, en su primer aniversario obtuvo mayor audiencia, lo que permitió ampliar su horario. En 2016 Latina negoció con productoras estadounidenses para extender la difusión, caso que no se concretó. Ese año, sus conductores fueron invitados al programa Porque hoy es sábado con Andrés por el canal Panamericana.
En 2018, el programa entró en crisis debido a las diferencias laborales con la gerente de producción de Latina, Susana Umbert. Previamente, Dany Tsukamoto había señalado que la producción se quejaba de Umbert en medio de un ambiente laboral conflictivo que buscaba aprovecharse de la imagen de los presentadores. Los presentadores renunciaron al canal y, debido a que la fórmula había perdido su atractivo sin ellos, se anunció el final del programa.
En una serie de votaciones populares titulada Lo mejor del espectáculo por La República, es elegida como "mejor programa de espectáculos" en 2014. Años después, su dupla González-Mitre es elegida como la "mejor del 2018". Además recibe la nominación a los premios Luces de 2011 como "mejor magacín".
| Temporada | Emisión original        | Emisión original     |
| Temporada | Primera emisión         | Última emisión       |
| --------- | ----------------------- | -------------------- |
| 1         | 6 de agosto de 2009     | 6 de enero de 2012   |
| 2         | 9 de enero de 2012      | 11 de enero de 2013  |
| 3         | 14 de enero de 2013     | 10 de enero de 2014  |
| 4         | 13 de enero de 2014     | 29 de agosto de 2014 |
| 5         | 1 de septiembre de 2014 | 9 de enero de 2015   |
| 6         | 12 de enero de 2015     | 1 de enero de 2016   |
| 7         | 4 de enero de 2016      | 6 de enero de 2017   |
| 8         | 27 de febrero de 2017   | 5 de enero de 2018   |

### Resurgimientos
Con los últimos años de Magaly TeVe, que finalizó su emisión en 2012 luego de 15 años al aire, la formación de Amor, amor, amor y el nacimiento de programas de telerrealidad sobre competencias surgen nuevos espacios de mismo corte.

Logotipo de Espectáculos Bajo la conducción de Jazmín Pinedo, es un emitido por Latina «en una versión ligera y [refrescada]» de otros espacios de farándula. Fue uno de los últimos programas de Latina antes de abandonar el rubro.

En octubre de 2010 el lanzamiento de Chollyshow, una secuencia matutina de Primera noticia (hoy en día ATV Noticias al día), generó conflictos entre Malú Crousillat y Magaly Medina acerca de los derechos de transmisión, ya que la «reina de los espectáculos» tenía la exclusividad del canal en dicho rubro. Mientras tanto, Kurt Villavicencio, quien formó parte de la producción de Magaly Medina, entró en el programa Hola a todos (2009-2016) para reemplazar el espacio dejado por Rodrigo Gonzales Lupis; inicialmente representó su personaje incógnito «Metiche», quien realizaba especulaciones con la farándula. El formato consiguió cierto impacto al formar su dupla con Karla Tarazona y estar en la mira de un programa propio por el canal de televisión en 2013.
En el mismo año, Carlos Cacho, quien es amigo de Kurt al colaborar juntos en eventos públicos, volvió a Panamericana con Mil disculpas en dos temporadas en el 2010 y el 2014.
En noviembre de 2011 el segmento A primera hora de Latina conducido por Sofía Franco y temporalmente Christopher Gianotti, se independizó del noticiero y se denominó Espectáculos bajo la conducción de Sofía Franco. Con la nueva conductora Karen Schwarz y la incorporación de un panel, el programa logró competir a Hola a todos y alcanzó a emitirse 3 horas diarias en noviembre de 2015. A finales del año 2015, Karen Schwarz anuncia su retiro de la conducción del mencionado programa de farándula, posteriormente la conducción para la temporada 2016 fue tomada por la ex chica reality y ahora conductora Jazmín Pinedo, bajo esta conducción el programa logró posicionarse como el programa líder en su horario, sin embargo el 2 de marzo de 2018, luego de más de cinco años, el programa llega a su fin.
Entre enero de 2014 y noviembre de 2016, América Televisión dio luz verde al programa Al aire, con Maju Mantilla y Sofía Franco, para el horario de mediodía de lunes a viernes.  También se estrenó en febrero para el horario de los sábados Estás en todas, inicialmente conducido por Jaime «Choca» Mandros y después se incluyó a Sheyla Rojas como coanimadora; el espacio tuvo la participación de Cathy Sáenz en su personaje de "La Mamacha". En 2015, el programa se trasladó al horario de lunes a viernes a las 9:30 a. m., contando en la conducción a Sully Sáenz, sin embargo el programa fue cancelado por bajo rating, regresando al horario de los sábados. En 2017, se unió por unos meses a la coconducción Nicola Porcella. En 2020, Sheyla Rojas renunció al programa e ingresó a la conducción Natalie Vértiz. En 2023, se unió a la coconducción, Yaco Eskenazi. Ese mismo año, el conductor «Choca» Mandros, anunció temporalmente su salida del programa, sin embargo, regresó a la conducción del programa. Para 2024, el conductor Choca Mandros, en entrevista con Trome, señaló que el programa, "dio un giro" en cuanto a información de espectáculos, para solo mostrar informaciones periodísticas, como casos de crímenes ocurridos en el Perú, asimismo, biografías de artistas internacionales e incluso todo lo que aconteció en el ambiente internacional.
En el mismo año el periodista Álamo Pérez Luna presentó en ATV el programa documental Historias secretas, donde se incluyó en algunos episodios la relación de los integrantes y los medios de comunicación rosa. En septiembre, Magaly Medina regresó a Latina en un horario nocturno con Magaly. Al mismo mes, Cacho se reencontró con Laura Borlini para la versión licenciada de Endemol, Mujeres arriba, competencia directa de Amor, amor, amor.
En febrero de 2015 Latina estrenó Shock TV, conducido por Carlos Barraza, que hacía reportajes sobre personajes de la farándula peruana y se transmitía en horario nocturno.
En enero de 2017 Sofía Franco, ya separada de América, regresa a ATV y junto a Metiche conducen Cuéntamelo todo en reemplazo de Hola a todos. En cambio, Maju Mantilla, Alexandra Hörler, Ricardo Rondón y La Carlota, el último personificado por el actor cómico Carlos Vilchez, estrenan En boca de todos que tiempo más tarde se suman, Tula Rodríguez y Carloncho al elenco tras la salida de Horler y de "La Carlota" del programa. En 2021, Carloncho fue separado del programa, tras difundirse unos polémicos comentarios que hizo en su programa de radio, siendo reemplazado por el actor y exmodelo Gino Pesaressi, aunque también fue retirado del programa en 2022. El programa de Sofía Franco en ATV, a cargo del productor Patrick Llamo, no obtuvo buenos resultados en sintonía, además de las acusaciones de maltrato a los invitados no vinculados a la farándula, como fue con Antología; llegó a su cierre a inicios de diciembre del mismo año. Desde esa fecha, el canal se enfocó en su segmento del noticiero ATV noticias y propuso en 2020 al exproductor de Magaly TeVe Ney Guerrero para liberar a su reemplazo que no se solidificó. En octubre de 2022, el programa En boca de todos llegó a su fin tras 5 años al aire.
Por otro lado, la renombrada NexTV (antes Red Global), del mismo grupo del canal ATV, contrató a la exchica reality Andrea San Martín para conducir Fama TV. Debido a la falta de audiencia, el programa dejó de emitirse en el mismo 2017.
En 2018 Willax Televisión lanzó el primer espacio Trapitos al aire bajo la conducción de Karla Tarazona y compañía. En ese año, el espacio del noticiero del canal 5 Panamericana Espectáculos con Georgette Cárdenas sale del aire y es reemplazado por otro programa de farándula llamado En exclusiva, primero conducido por Karen Schwarz, luego por Tilsa Lozano y finalmente por Laura Borlini, en noviembre de 2020, dicho programa llegó a su fin.
En 2018 el programa Amor, amor, amor fue reemplazado temporalmente por el especial de Tilsa Lozano Amor de verano con el chico reality Gino Pesaressi. En marzo de ese año cambia su nombre a Válgame Dios, reintegrando a la dupla González-Mitre como presentadores hasta el 19 de agosto de 2019, cuando decidieron renunciar por una nueva discusión con la gerente de programas de Latina, Susana Umbert. Sucedió el espacio a Válgame, a secas, con la presentación de Janet Barboza junto a los panelistas Mónica Cabrejos, Ricardo Zúñiga «Zorro Zupe», Karla Tarazona, Katy Sheen y Kurt Villavicencio «Metiche». Debido a la falta de interés para obtener auspiciadores, en marzo de 2020 el programa llegó a su fin en medio de fuertes polémicas por temas coyunturales. Fue una de las pocas veces que el canal se enfocaba en ese tipo de entretenimiento hasta que abandonó el rubro por motivos legales.
El 14 de enero de 2019, tras seis años ausente en ATV regresa el primer programa de espectáculos del Perú, Magaly TeVe, con el subtítulo «La firme», conducido siempre por Magaly Medina inicialmente a las 9:00 p. m. y en la actualidad a las 9:45 p. m. El regreso ocurrió después que la presentadora fuese despedida en 2018 de Latina Televisión. La nueva etapa de Magaly TeVe al principio contó con la copresentación de Christian Wagner, quien después renunció, y contaba con poca audiencia. No obstante el espacio recuperó la audiencia tras difundirse rumores de infidelidades del cantante de salsa Josimar Fidel, del cantante de cumbia Christian Domínguez, del futbolista Pedro Gallese y del cantante de cumbia Pedro Loli. El lunes 3 de marzo de 2020 recibió a Rodrigo González (ya sin casa televisiva) en su set y luego el lunes 9 de marzo a la recién salida conductora de Válgame, Janet Barboza, la cual tuvo un fuerte careo incluso criticado por el Colegio de Periodistas de Lima.
En marzo del 2019, Latina estrena el programa Mujeres al mando conducido por Karen Schwarz, Jazmín Pinedo y Magdyel Ugaz, sin embargo, ante la renuncia de Ugaz al programa, se une a la conducción la cantante Mirella Paz y finalmente la exproductora del reality Combate, Cathy Sáenz. En enero del 2020, Jazmín Pinedo renuncia al programa para conducir el reality Esto es guerra. Más adelante se suman a la conducción la periodista Thais Casalino, la cantante Maricarmen Marin y la actriz Giovanna Valcárcel, ante las renuncias de Karen Schwarz y Cathy Sáenz al programa. En febrero de 2022, el programa llegó a su fin.
En septiembre del 2019, América estrena El show después del show, un magacín conducido por Ethel Pozo, Renzo Schuller, Natalia Salas y Edson Dávila. En febrero de 2020, dicho programa cambió de nombre a América hoy. En junio del mismo año, Natalia Salas renuncia al programa por motivos personales. En febrero de 2021, y tras la confirmada renuncia de Renzo Schuller, se unen a la conducción Janet Barboza y Melissa Paredes, sin embargo, en octubre del mismo año, Paredes renunció al programa tras revelarse un escándalo de infidelidad hacia su entonces esposo Rodrigo Cuba. En enero de 2022, se une a la conducción Brunella Horna, en reemplazo de Paredes. En diciembre de 2024, Horna decide renunciar al programa, siendo reemplazada por Milett Figueroa en febrero de 2025, aunque en marzo del mismo año, Figueroa decide renunciar al programa, para volver a Argentina, país donde vive con su actual pareja, el conductor Marcelo Tinelli. En abril del mismo año, fue sustituida por Valeria Piazza.
En marzo de 2020, debido a la pandemia de COVID-19, los programas de farándula dieron un giro inesperado al prohibirse la salida de las celebridades en fiestas y otras actividades públicas por cuarentena, en la cual se prohibía el libre tránsito para propagar el COVID-19. En su lugar, incorporaron segmentos de salud, curiosidades, enlaces en vivo y ayuda social. En este contexto Magaly denunció que varios personajes de la farándula han sacado permisos laborales para transitar en las calles, con la justificación de que tenían familiares mayores de éstos que necesitan su ayuda.
En septiembre del 2020, Latina estrena el programa, Modo espectáculos, con el regreso a la conducción de Karen Schwarz, tras su renuncia a Mujeres al mando, sin embargo fue cancelado en noviembre de dicho año por baja audiencia. Ese mismo mes, Willax Televisión estrena Amor y fuego; el canal fichó a Rodrigo González y Gigi Mitre luego de su abrupta salida de Latina y concedió mayor libertad editorial en los reportajes de otras personalidades de televisión. Amor y fuego seguía con el concepto de dos presentadores comentando temas recientes de personalidades mediáticas, asumiendo que «no nos vas a ver ni borrachos, ni engañando a nuestras familias, ni faltando el respeto a nuestras parejas».
En enero del 2021, Panamericana anuncia como conductora Adriana Quevedo en el programa de magacín D' Mañana por Panamericana Televisión, que reemplaza al programa tradicional Combinado (lanzado en 2016 y cancelado a inicios del 2020 por baja audiencia y su embarazo). Sin embargo, se inició en algunas ocasiones la emisión de algunos temas de farándula peruana. En febrero de 2022 pasa a llevar segmentos permanentes al unirse a la conducción Karla Tarazona y Kurt Villavicencio, «Metiche». En diciembre del mismo año, el programa llegó a su fin.
En abril de 2022, Latina estrenó el programa Arriba mi gente, que sucede a Mujeres al mando, que además de llevar en la conducción a Mathias Brivio, Gianella Neyra, Karina Borrero y Santiago «Santi» Lesmes, incluyeron a Giovanna Castro para la caracterización de algunos personajes. A diferencia de este, se ha reducido drásticamente el enfoque en los temas de farándula, caso que posteriormente Lesmes reconoció que el programa no toca chismes ni farándula, lo cual descartó competir con América hoy. En enero de 2023, Gianella Neyra renuncia al programa y en su reemplazo se une a la conducción el periodista Fernando Díaz. Más adelante, se suma a la conducción Maju Mantilla, tras la salida de Mathias Brivio del programa. En diciembre de 2023, la Asociación de Empresarios lo galardonó de programa revelación. En marzo de 2024, la conductora Karina Borrero, anunció su salida del programa.
En junio del mismo año, América estrenó el programa Más espectáculos, conducido por Jazmín Pinedo y Jaime «Choca» Mandros, como un apéndice del bloque de espectáculos de América noticias. En enero de 2023, «Choca» Mandros anunció su salida del programa, dejando a Pinedo como conductora principal del programa.
En enero de 2023, Panamericana estrenó el programa Préndete, en reemplazo de D' Mañana, contando en la conducción a Melissa Paredes, quien vuelve a la televisión después de 1 año de su alejamiento de América hoy, acompañada de Karla Tarazona y Kurt Villavicencio. El programa generó una muy baja recepción, según Trome. En marzo del mismo año, Melissa Paredes, renunció abruptamente al programa por conflictos con el canal. En julio, asume la conducción del programa Rocío Miranda, y más adelante, se une también a la conducción, la exchica reality, Ducelia Echevarría. En enero de 2024, Metiche anuncia su salida del programa para conducir el programa Todo se filtra. En abril del mismo año, se suma a la conducción el cantante Christian Domínguez, en reemplazo de Echevarría.
En febrero del mismo año, América estrenó el programa Mande quien mande, en reemplazo de En boca de todos, bajo la conducción de María Pía Copello y el actor cómico Carlos Vílchez, en su personaje de la Carlota. Posteriormente, asumió la conducción el piloto de automovilismo y cantante, Mario Hart.
En noviembre del mismo año, Panamericana estrenó el programa Todo se filtra, bajo la conducción del periodista de espectáculos e influencer Samuel Suárez. Sin embargo, en enero de 2024, Suárez anunció su salida del programa y fue reemplazado por Kurt Villavicencio, quien ganó popularidad por emitir contenido inédito de personajes de la farándula. Más adelante, lo acompañaría en la coconducción, Ducelia Echevarría, sin embargo, anunciaría su salida del programa y del canal en abril del mismo año.
En marzo de 2025, Panamericana estrenó el programa, La noche habla, conducido por Laura Spoya, el influencer Ric La Torre, Tilsa Lozano y la tiktoker Tracy de Juanjuí. En abril del mismo año, Laura Spoya, decide renunciar al programa, para enfocarse en la conducción de su programa Al sexto día.
En junio del mismo año, Latina estrenó el programa Ponte en la cola, bajo la conducción de Michelle Soifer y Ricardo Rondón. Debido al interés por volver al sector del entretenimiento, al mes siguiente Latina incluyó bloques de espectáculos presentados por Soifer.

### Bloques de espectáculos en noticieros
Más allá de los programas independientes, algunos noticieros centrales ya tenían segmentos de espectáculos aunque no necesariamente de farándula local para competir con Magaly Medina.Para inicios de 2005 con la presencia de Fiorella Rodríguez y Sofía Franco se reenfocan los segmentos de periodismo, anteriormente de amenidades culturales, hacia las celebridades. A 2010 casi los principales canales de televisión distribuyen o distribuyeron sus espacios de farándula local:
| Programa                  | Año                                                | Conducción                               |
| ------------------------- | -------------------------------------------------- | ---------------------------------------- |
| América Espectáculos      | 2001-2002                                          | Fiorella Rodríguez, María Pía Ureta      |
| América Espectáculos      | 2006-2010                                          | Johanna San Miguel                       |
| América Espectáculos      | 2016-2018                                          | Natalie Vértiz                           |
| América Espectáculos      | 2012-2015, 2019-2020 (Edición Mediodía y Sabatina) | Silvia Cornejo                           |
| América Espectáculos      | Desde 2015                                         | Rebeca Escribens                         |
| América Espectáculos      | Desde 2019 (Edición Mediodía)                      | Valeria Piazza                           |
| Panamericana Espectáculos | 2004                                               | Maricielo Effio                          |
| Panamericana Espectáculos | 2006-2007                                          | Sofía Franco                             |
| Panamericana Espectáculos | 2008                                               | Mónica Cabrejos                          |
| Panamericana Espectáculos | 2009                                               | Sandra Vergara                           |
| Panamericana Espectáculos | 2010-2015                                          | Giovanna Valcárcel y Roger del Águila    |
| Panamericana Espectáculos | 2015-2018                                          | Georgette Cárdenas                       |
| Panamericana Espectáculos | Desde 2024                                         | Rocío Miranda                            |
| ATV Espectáculos          | 2010-2014 (como Chollyshow)                        | Adriana Zubiate                          |
| ATV Espectáculos          | 2015 (como Chollyshow)                             | Georgette Cárdenas, Luigi Monteghirfo    |
| ATV Espectáculos          | 2018 (como Espectáculos en ATV)                    | Mario Hart, Luciana Fuster, Carlos Cacho |
| Latina Noticias           | 2010-2011 (como A primera hora)                    | Sofía Franco, Christopher Gianotti       |
| Latina Noticias           | Desde 2025 (como Espectáculos en Latina)           | Micheille Soifer                         |

En el ámbito de la prensa de espectáculos, América Televisión sobresale por su programación de farándula, centrada en entrevistas y cobertura de las actividades de celebridades afiliadas a la cadena y sus producciones. A diferencia de enfoques convencionales, esta programación adopta una estética similar a la cobertura de noticias, como se ha observado anteriormente con detenidos involucrados en sucesos criminales. La presentación se caracteriza por su accesibilidad y comentarios moderados sobre las informaciones transmitidas. La presentadora Rebeca Escribens ha reconocido que su estrategia consiste en abordar los temas desde una perspectiva que resalte la dualidad moral de la sociedad limeña, en lugar de centrarse en el escrutinio de la vida personal de los implicados.

## Impacto

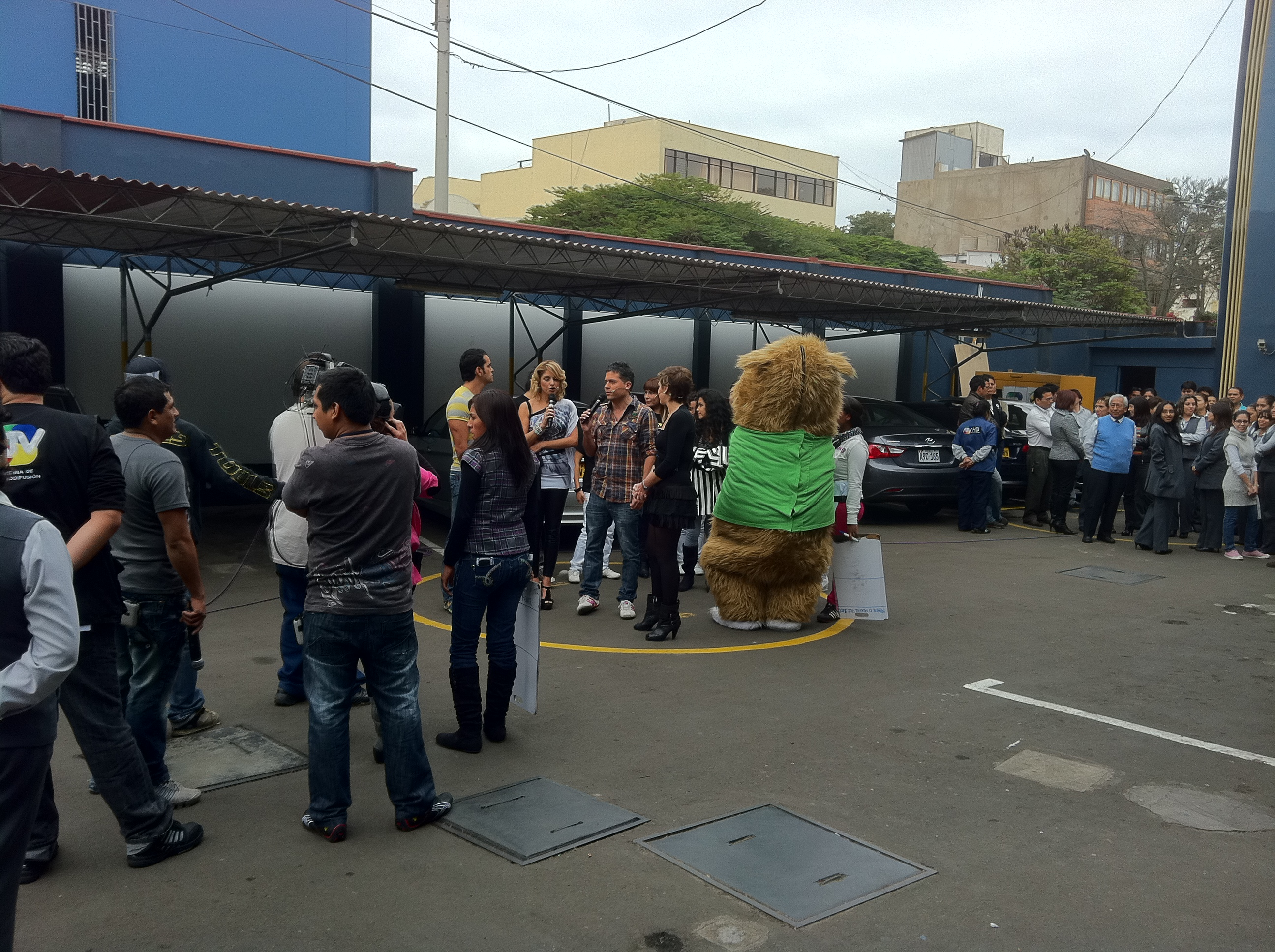
En la imagen se aprecia al elenco original de Hola a todos: Karina Rivera, Mathías Brivio, Gigi Mitre y el "Cuy".

Los programas de espectáculos aprovecharon retransmitir series de televisión y programas con el mismo efecto que los programas de competencia. Las series de Michelle Alexander y Efraín Aguilar (como Al fondo hay sitio) son comúnmente mencionados en entrevistas y retransmisiones en el segmento América Espectáculos. Latina hizo lo suyo con la novela Las mil y una noches (2015) y El valor de la verdad (anteriormente enfocado en personas que no tuvieron que ver con la farándula).
Así mismo, los programas cómicos realizaron parodias y burlas a los espacios de farándula como JB Noticias, El especial del humor, Los chistosos (RPP) y El cártel del humor. También se empleó parodias a conductores, la más recurrente fue Magaly Medina. Inclusive Eduardo Adrianzén produjo la serie satírica Sabrosas, centrada en varias perspectivas de las personalidades mediáticas, mientras que Alexander parodió a Medina en la miniserie Magnolia Merino.
Aunque los programas de espectáculos y los noticieros comparten reportajes en común, una encuesta realizada por el Consejo Consultivo de Radio y Televisión (CONCORTV) en 2013 menciona que el 45% de 8 435 personas (1 213 en Lima-Callao y alrededor de 450 por cada departamento restante) afirman que la televisión se centra en programas de entretenimiento y privilegian los contenidos de índole policial. Además, sobre los noticieros de señal abierta y su satisfacción, un 43.9 % expresan que las noticias son superficiales y 85.3 % de ellos consideran a las noticias muy enfocadas en Lima, lo que muestra la realidad del centralismo del país.
En el rango de rentabilidad económica, según Eduardo Velasco al diario Gestión, describe que el 50 % de la inversión publicitaria es la televisión. Un spot de treinta segundos del 2014 entre las 7 de la noche y medianoche costaría unos US$ 3 500 - US$ 5 000, el doble con respecto al año 2004 y un 10% con el año pasado. Una publicación de Gestión para diciembre de 2009, recogida por El Espectador, aseguró que la publicidad en ATV generó ingresos de hasta 250 mil dólares, cada espacio costó unos 350 dólares (212 dólares más de los 138 dólares que se cobraba en promedio en octubre del mismo año).
Si bien los programas de espectáculos buscan unir a la población mediante la expectativa de descubrir nuevo contenido y generar interés en la investigación particular de posibles infidelidades, también han tenido un impacto indirecto en la programación de la televisión pública, especialmente en la preferencia de los jóvenes hacia personalidad que no destacaron en el deporte o las artes. Mayra Albán del diario La República señala que en 2016 los programas dedicados a los espectáculos llevan la mayor cantidad de horas por semana: Latina (52.5 horas), América (22 horas), Panamericana (17.5 horas) y ATV (26.5 horas). El especialista Miriam Larco, al diario La República en el 2015, afirmó que «los niños dan mayor preferencia a realities shows que a los noticieros policiales de índole local».
Una investigación de Rosa Moreno sobre los índices de contenido en el 2006, notó una reducción de horario entre los años 2001 y 2006 (de 33 a 14 para los lunes a viernes y de 41 a 18 los sábados). Del mismo estudio, una encuesta realizada Veerduría Ciudadana en el 2004 sobre los personajes más antipáticos, resultó que un 22.3 % de los jóvenes mencionaron a Magaly Medina (hasta entonces conductora de Magaly TeVe) y un 14.7 % a Carlos Cacho (entonces conductor de Chiki Boom).
Una encuesta de 2009 realizada por la Universidad de Lima para la ciudad metropolitana indicó que Magaly TeVe es programa de espectáculos más favorecido con el 73.9%, frente a los 14.7% de los bloques de farándula por la señal de América. Otra encuesta del 2012 realizada por Ad-Rem para CONCORTV —a 8.434 menores de 17 años— demostró que los jóvenes se dedican en promedio unas 1 277 horas al año viendo TV, superando las 1 200 horas de clases escolares durante el mismo tiempo. Esto se debe a la presencia de televisores en dormitorios y comedores. Entre los programas preferidos —mayoritariamente nocturnos y de competencia— se encuentran: Al Fondo Hay Sitio (53 %), Combate (46 %), Esto es guerra (45 %) y Yo soy (22 %).
Más allá, el sondeo de la firma IMA Opinión y Mercado para Lima Metropolitana de 2015, a 400 personas de 16 a 65 años de edad, concluyó que: 83.5% de los entrevistados consideran que la "televisión basura" está presente en los canales de señal abierta. Ellos señalan al programa de competencias Esto es guerra (71.6 %), Combate (49.1 %) y el de espectáculos Amor, amor, amor (38.9 %) como principales responsables. Entre los motivos de estos son la poca calidad de contenido (que representa al 20.1 % de quienes calificaron a Esto es guerra y un 20.7 % a Combate como "basura") y la sobreexposición en sus discusiones (57.7% de quienes calificaron Amor, amor, amor como "nocivo").
Si bien en los programas de espectáculos se consolida la imagen de Magaly Medina, el influencer Ric La Torre señaló que las redes sociales se han convertido en un espacio de libre albedrío. Tanto La Torre como Samuel Suárez compiten en el ámbito de las redes sociales.

## Influencia en los medios escritos de Lima

Logotipo de la revista semanal Magaly TeVe lanzada en el año 2004. Con la denuncia sobre la difamación de Paolo Guerrero y la suspensión temporal en la televisión, el tiraje del semanario ha aumentado a 20 mil en el 2008.

El enfoque a la farándula tuvo mayor cabida a partir de la década de 1990 en periódicos y revistas de circulación semanal o mensual. Previo a la transición, diarios de Lima como El Comercio («Luces»), La República («Ocio y cultura») y Perú21 («Escenarios») recurrieron a la sección de periodismo cultural sin aprovecharse de la exposición mediática. Mientras que revistas sociales como Caretas y Gente se enfocaban en proporcionar temas del jet set; surgieron otras marcas emergentes como Somos, Gisela, Cosas, Pandora, Oiga y SoHo (revista para adultos).
Hacia el año 2000 el gobierno de Alberto Fujimori usó la prensa de espectáculos para crear noticias mediáticas que desviaran la atención del público sobre temas de coyuntura política. Este fenómeno se llamó prensa chicha y duró hasta la caída del régimen del presidente en 2001. Su estilo se replicó incluso en los diarios populares Ojo y Ajá. Magaly Medina popularizó el término «prensa chicha», luego de manifestar su rechazo a este tipo de prensa. Años después, en 2008, Medina reconoció que su estilo fue utilizado por los gobiernos para desviar la atención de sus opositores.
Un estudio de Santiago Pedraglio en 2006 sugirió que los temas de la farándula tenían el doble de cobertura que las noticias de política. El caso más notable ocurrió en 2004, tras el éxito del programa Magaly TeVe, cuando se lanzó una revista semanal homónima. A sus dos semanas de lanzamiento, fue la más vendida en Lima con 203 mil lectores según la Compañía Peruana de Investigación de Mercados. Otro caso fue Ajá, un diario con estilo vulgar que, sin embargo, fue denunciado ante el Tribunal de Ética del Consejo de la Prensa Peruana en 2008 por difamación. El resultado de este último fue una sanción.
Pasados los años 2000, la prensa de Lima mantuvo protagonismo en seguir con figuras del espectáculo con la finalidad de obtener una entrevista exclusiva.

### CasoTrome
En el año 2001 el Grupo Editorial El Comercio lanzó Trome junto a campaña publicitaria al momento de ser comercializado a 50 céntimos de sol siendo recibido en sectores de clase económicamente baja, este periódico tocaba temas de farándula, seguido de noticias de actualidad, pero no tan agresivamente como en el tiempo de la prensa chicha y se concentra en notas familiares y concursos para el público.
Con la asociación al Grupo de la Empresa Periodística Nacional (Epensa) —junto a las marcas comerciales como El Bocón, Ajá y su edición virtual El Show— por parte de El Comercio, se desató una disputa con el Grupo La República Publicaciones por adueñar el 78% del mercado escrito. Además, según la revista Caretas, se tenía planeado desaparecer a su longevo competidor y diario intermedio Ajá (estrenado por Epensa en 1994); en cuatro meses de ser adquirido la empresa, el diario dejó de circular el 31 de diciembre de 2013. Hasta entonces Trome pudo posicionarse en un 30% de la participación de los ingresos de la editorial, convirtiéndose en el más leído de Latinoamérica durante el año 2014.
En abril del 2011 Trome, de El Comercio, fue demandado por difamación en el juicio de la fallecida empresaria Myriam Fefer; acerca de la relación sobre los responsables, Giovanna Valcárcel dijo que dejen de «hacer una novela» por el simple hecho de saber la convivencia en lugar de avanzar el juicio.

## Personalidades mediáticas
En la prensa de espectáculos, diferenciando a noticieros corrientes, los involucrados son las propias figuras mediáticas. Desde la década de 1990 la prensa se concretó en los futbolistas —llamados coloquialmente como «peloteros», que tuvieron una visión cultural en la película homónima— y vedettes —modelos vinculadas con la fama y el dinero surgidos de los café teatros. Los diarios chicha tuvieron la capacidad de desprestigiar a futbolistas para desviar la atencióncon la consigna de mostrar su lado negativo fuera de las canchas.
Entre las décadas de 1990 y 2000 muchas figuras de la farándula han sido involucradas en casos de narcotráfico y en la colaboración de lavado de activos. La Unidad de Inteligencia Financiera de la Superintendencia de Banca y Seguros del Perú califica a las vedettes y los futbolistas como «sospechosos sensibles», tomando medidas drásticas en bancos por cuestiones de seguridad.
Personalidades atribuidas por los escándalos fueron víctimas de ataques personales que terminaron por denigrar la imagen, que se llevaron en los juicios y en la prensa rosa.  Algunos de ellos intentaron pedir ayuda por maltratos psicológicos, o recibieron instituciones del Estado como el Ministerio Público y el Ministerio de Cultura. Otros buscaron aprovechar su presencia en los programas a modo de primicias a cambio de dinero, además de participar en actividades social para supuestamente favorecer o lucrar su imagen. A esto a las celebridades comúnmente se le describen con la palabra «figureti». Según el psicoanalista Julio Hevia, «la vida emocional es una estrategia de comunicación masiva que no distingue la privacidad de las personas».
En la década de 2010 la prensa de espectáculos se enfocó en los programa concurso de corte juvenil. Según el diario Correo, una personalidad de ese entorno estaría ganando 50 mil dólares mensuales. En febrero de 2016, la SUNAT acusó a algunos integrantes por inconsistencia patrimonial y posible evasión de impuestos. En octubre del mismo año, el Ministerio de Salud anuló a tres personalidades que accedieron al Seguro Integral de Salud.
En el 2015 se generó controversia por la difusión en las redes sociales sobre un video íntimo de la modelo Milett Figueroa, quien reconoció haber sido grabada y avisada por su expareja Alexander Geks, lo que despertó el interés en la protección a la privacidad al ser viralizado antes que los medios audiovisuales. Según el penalista Luis Lamas Puccio describe que la difusión de «estos hechos solamente despiertan interés de la opinión pública cuando trascienden y asumen actitudes mórbidas. [...] La opinión pública no está lo suficientemente informada o educada a través de los medios respectivos, para conocer cuáles son sus limitaciones y derechos [al difundir contenido]».
También en 2015, el Colegio de Periodistas del Perú anunció los Premios Sombras, una antítesis de los Premios Luces de El Comercio. Los nominados eran propiamente la farándula y fueron elegidos por el público, incluidos los personajes calificados de «insoportables».
Magaly Medina afirmó en el año 2024 que sus espectadores de señal abierta optaron por las noticias de las celebridades locales sobre los acontecimientos de las celebridades extranjeras.

### Empleo del «ampay» y casos notables
En 1997 se publicó el primer «video en situación comprometedora» en el programa Magaly TeVe mostrando al actor Paul Martin en una fiesta vacacional. A partir del video Magaly Medina empleó el término «ampay» para denominar dichas situaciones similares a lo que haría un paparazzi, específicamente actos que puedan malintencionarse o generar consecuencias desalentadoras. Durante ese tiempo varias celebridades fueron víctimas de los «ampays» como Jéssica Tapia, Angie Jibaja, Vanessa Terkes, Paolo Guerrero, Renato Rossini, Johanna San Miguel, Silvia Cornejo, Roberto Martínez, Viviana Rivasplata, Mauricio Diez Canseco, Christian Meier, Hernán Hinostroza, Fiorella Flores, Aldo Miyashiro, Érika Villalobos, Bryan Reyna, Sebastián Monteghirfo, Yuriel Celi, entre otros.
También se aplicó a las supuestas relaciones clandestinas entre las modelos y los futbolistas, punto principal de la prensa rosa. Entre los deportistas involucrados están Waldir Sáenz, Reimond Manco, Juan Flores y Carlos Flores Murillo. Más adelante, seleccionados de fútbol como Jefferson Farfán, Paolo Guerrero o Juan Vargas también estuvieron en las cámaras de la prensa mostrando actos de indisciplina. En 2023 captaron en situación comprometedora al seleccionado nacional Paolo Hurtado, cuando este estuvo casado por 10 años, y que generó malestar del Club Cienciano, en que el mencionado club tuvo que pedir disculpas a la afición. En 2024, el futbolista Abel Lobatón atribuyó su creciente fama mediática a la asociación con una modelo y empresaria, tras su aparición junto a Jefferson Farfán.
En años posteriores, se mantuvieron algunas personalidades de la década de 1980, mencionando a Susy Díaz, Tongo, Tula Rodríguez, Bettina Oneto, Amparo Brambilla, Lucía de la Cruz y Melcochita. Algunas ocasiones, la farándula ha tenido un rumbo en la política y viceversa con las participaciones de mediáticos, entrevistas en programas de espectáculos y la similitud de las peleas en las redes sociales. Durante la pandemia de COVID-19, el equipo de Magaly TeVe, consiguió «ampayar» a Nolberto Solano en su detención por la policía al asistir a una fiesta privada durante la cuarentena, y cuyo caso generó cobertura internacional.

#### Caso Christian Domínguez
En el año 2024, se produjo un escándalo de infidelidad que involucró al cantante Christian Domínguez, quien ha sido reincidente en este tipo de comportamiento, a pesar de que fue destacado como imagen de fidelidad en la televisión. La psicóloga Antonella Galli mencionó que el egocentrismo y la falta de empatía podrían ser algunos de los motivos que lo llevan a incurrir en estas faltas, convirtiéndolo en tema de tendencia. Otra especialista, la psicóloga clínica Cedy Castillo Zúliga, señaló que los comportamientos del artista se asemejan a los de una persona con un trastorno de la personalidad no diagnosticado. El programa de espectáculos América hoy aprovechó en crear el término «infiel serial» para generar sensacionalismo en una de las entrevistas a Domínguez.
Mientras Medina afirmaba la existencia de «un gran mercado» para este tipo de situaciones, el incidente de Domínguez tuvo repercusión mediática. El Ministerio de Salud aprovechó la coyuntura para lanzar una campaña de vacunación con un video que alude al cantante, mientras que empresarias usaron la figura del artista como campaña de mercadeo. Más allá de Lima, en el carnaval de Juliaca, su rostro fue convertido en Ño Carnavalón, cuya influencia generó las críticas de los familiares de los fallecidos en la convulsión social. El propio cantante reconoció que su «producto» (imagen) estaba siendo utilizada «para facturar» (obtener lucro).
La conductora Ethel Pozo, de América hoy, atribuyó a Domínguez la creación del fenómeno «infielverso». Este se extendió con el futbolista Christian Cueva, quien estaba a punto de concluir su carrera deportiva y se comprometería con la expareja de Domínguez, Pamela Franco. Desde entonces, el cantante negó su participación en programas de televisión en abierto por temor a que los presentadores le hicieran preguntas incómodas.
En 2024, el portal Infobae reseñó: «Ante la creciente dificultad para obtener ampays debido a la discreción de las figuras públicas, Magaly continuó marcando pauta en los medios». La presentadora y productora de Magaly TV señaló que ese caso se convirtió en «una noticia que le sirvió a los otros programas de espectáculos, a los diarios y a las plataformas digitales, de un tema del que hemos hablado muchísimo tiempo».

### Alex Otiniano y el teatro popular
Durante la primera década del siglo XXI, el productor teatral Alex Otiniano adquirió popularidad al capitalizar la publicidad de la prensa local para montar obras teatrales dirigidas a su público, las cuales se escenificaron en el distrito de Miraflores y contaron con el apoyo de su hermana Maricela. La obra más famosa fue Baño de mujeres, concebida en el país en 1996 y adaptada al cine en 2002. Entre su reestreno en 2001 y 2006, se realizaron 2500 funciones de esta comedia dramática solo en Lima, con un elenco rotativo que incluía a Mónica Cabrejos, Karen Dejo y Andrea Montenegro en el papel de Cloe.
Si bien se trataba de una versión local de la obra de teatro Baño de damas del dramaturgo venezolano Rodolfo Santana, el espectáculo generó controversia por la inclusión de actores no calificados y su falta de sustento artístico. La periodista Maritza Espinoza, en su columna de La República, criticó la ausencia de talento actoral en el reparto, el cual se componía principalmente de personalidades televisivas luego de que el espectáculo atrajera la atención de los reporteros sensacionalistas del programa de prensa rosa Magaly TeVe. La veterana actriz Yvonne Frayssinet, en cambio, se negó a criticar el rol actoral al expresar que todos «tienen derecho a [darse] una oportunidad». En una entrevista concedida a CPN en 2006, Otiniano admitió que «no existe cultura teatral, porque cuando él realizó obras clásicas con un elenco de primera línea, nadie acudió a las salas».

## Reacciones de la competencia y el público

### Incidentes legales
En los años de emisión de los programas de espectáculos, los conductores han recibido diversas sentencias judiciales, esto debido a comentarios referidos a la vida personal, que con el tiempo se consolidó con normas de protección a la privacidad de personalidades deportivas y de entretenimiento. En 1998 Magaly Medina recibió su primera denuncia por difamación que le entabló la antes Miss Perú 1993 Debora de Souza, en que perdió, ya que Medina afirmaba que este certamen, en donde Debora de Souza era la organizadora, había preferencias y "trafa". Años más tarde fue enjuiciada por Gisela Valcárcel también por difamación.
En 2000 el programa de Magaly emitió dos reportajes en donde se ve a las bailarinas peruanas Mónica Adaro y Martha Vásquez Chávez "Yesabella" sosteniendo relaciones sexuales en recintos privados ejerciendo la prostitución, el caso fue llamado como Prostivedettes. Las bailarinas entablaron juicios por «invasión a la privacidad» los cual les fueron favorables. En 2003 ocurrió un caso similar cuando la vedette Eva María Abad denunció a Carlos Cacho, por la difusión de un material íntimo al lado de un empleado del Banco Continental y su familiar en el programa Chiki Boom.
El 16 de octubre de 2008, dentro del proceso judicial entablado por Paolo Guerrero por difamación, Magaly Medina fue condenada a pena privativa de la libertad efectiva de cinco meses, fue recluida en el penal de mujeres de Santa Mónica; además su productor Ney Guerrero también fue condenado a tres meses de prisión suspendida, por lo que fue recluido en el penal San Jorge. El 31 de diciembre del mismo año Magaly Medina y Ney Guerrero recuperan su libertad. En el 2010, según el abogado de Guerrero, Magaly pagó 200 000 soles en compensación por un acuerdo judicial.
El 16 de mayo de 2012 Magaly Medina fue condenada a tres años de prisión suspendida y al pago de 70 mil soles como reparación civil a favor del cantante Jean Pierre Vismara, tras ser declarada culpable por delito de difamación agravada.
El 22 de septiembre de 2014 la revista de espectáculos Pandora adoptó el término Candy para un artículo basado en el nombre de la personaje Candice White y se le colocó a Milett Figueroa quien había tenido diversas relaciones con diferentes parejas. Tiempo después Latina transmitió un reportaje de espectáculos acerca de su relaciones sentimentales por lo que Milett demandó por difamación. Al finalizar la demanda, ella respondió acerca de su apelativo: «Yo no tengo por qué responderle a nadie. Nunca me he metido con nadie, no es mi estilo y no lo quiero hacer». Dicho neologismo había afectado más tarde a Cathy Sáenz, por parte de Rodrigo, calificándola de un insulto.
En el 2014 la Fundación de Ética Periodística demandó a Magaly Medina por el caso de la bailarina colombiana Greysi Ortega Ulloa, quien había aprovechado su triángulo amoroso entre la cantante Milena Zárate, y el cómico Edwin Sierra; tras la "mala conducta", la Superintendencia Nacional de Migraciones declaró improcedente la estadía de Greysi. En simultáneo, Geni Alves de Oliveira publicó una edición de su propia revista sobre el tema, lo que trajo una denuncia penal de Milena Zárate por calificarla de «prostituta y algo más» (En el año 2018 la señorita Alves se vería envuelta en acusaciones de haber filtrado un vídeo intimo de su persona). El conflicto entre las personalidades fue ampliamente difundido por los conductores de Hola a todos Christian Domínguez y Karla Tarazona, además de mostrar careos y peleas en los sets de Latina en vivo.
Por otro lado, en el mismo 2014, los directivos de América Televisión planearon una denuncia a Rodrigo González por dañar la imagen de los concursantes del reality así como algunas estrellas del canal en sus reportajes. El primer reportaje se remonta el 25 de agosto del 2014, cuando el programa difundió un video comprometedor de la concursante de Esto es guerra Sheyla Rojas Rivadeneyra. A partir del ampay, Rodrigo González especuló constantemente sobre la infidelidad con un concursante de la misma casa, lo que a Sheyla se ganó como su principal enemigo. Tras la demanda, las figuras del programa Combate dieron su apoyo.
En 2016, la periodista y exreportera de Reporte semanal, Lourdes Sacín, demandó por difamación a los conductores del programa Amor, amor, amor, Rodrigo González y Gigi Mitre, esto luego de que ambos se burlaran de sus desgracias amorosas en el aire, incluso le pidieron que «se lance del puente Villena». En 2018, Sacín le ganó juicio a los dos conductores.
En octubre del 2020, la exconductora del programa de espectáculos sabatino Estás en todas, Sheyla Rojas anunció que demandará a Magaly Medina por "violación a la intimidad" al exponer su romance con Luis Advíncula y pidió una indemnización de 1 millón de dólares por daños en su imagen. Para febrero de 2021 la demanda no se concretó por la vía judicial, Magaly respondió que la responsabilidad fue de un amigo de la exconductora por encargarse de la filtración.
En diciembre de 2022, la conductora Magaly Medina, fue sentenciada a 4 años de prisión suspendida, tras haber perdido el juicio por difamación contra el actor Lucho Cáceres, aunque ella apeló.
En julio de 2023, la conductora Magaly Medina, fue sentenciada a 1 año y 8 meses de prisión suspendida, por el delito de difamación contra el exfutbolista Jefferson Farfán. Durante el juicio, la Autoridad Nacional de Control del Poder Judicial detectó que la jueza María Vidal La Rosa, vinculada al caso Chibolín, había intervenido en la sentencia.

### Críticas
Los programas de espectáculos recibieron críticas desde como tratan a los involucrados hasta los temas que abordan, como resultado los programas son considerados alternativas «viciosas» al teatro del país. Esta preferencia por el entretenimiento ha marginado contenido cultural en los medios de comunicación. Incluso, la productora Cathy Sáenz señaló que en la televisión peruana «le sobra mucha farándula» y necesita de un cambio de programación. No obstante, algunas personalidades, como Jaime Bayly, han expresado su apoyo a estos programas en virtud de su carácter recreativo.
Reynaldo Arenas en 2015 considera la televisión como una fuente de «chisme barato», caso que en 2022 ratificó al señalar que Lima es consumidora de esos espacios. Franklin Cornejo, señala que el periodismo de entretenimiento es comparado de sensacionalista con los tabloides de otros países; el nombre «espectáculo» está acorde con la finalidad de transmitir «algo espectacular». El docente del Departamento de Comunicaciones de la PUCP, Eduardo Villanueva, lamentó la falta de creatividad en sus espacios. La periodista Juliana Oxenford, quien tuvo una breve presencia en un bloque de espectáculos de Panamericana Televisión, propuso buscar el lado más humano de ese bloque y añadir temas culturales, pero fracasó.
La actriz Mayra Couto sustentó que por difundir la intimidad los programas deben ser denunciados, mientras que Tatiana Astengo tildó a uno de los casos de difusión como «cortina de humo». Mientras que la activista y posteriormente congresista Susel Paredes alertó que se estigmatizó a las figuras de la farándula con orientación no heterosexual como asesinos.
El psicólogo Manuel Arboccó de los Heros y el escritor Iván Thays reconocen que el ensayo de Mario Vargas Llosa La civilización del espectáculo coincide con la situación de los programas de telerrealidad. Otro especialista, el psicólogo de Huancavelica Iván Terbullino, describió que el surgimiento de los realities de competencia «[pueden] atraer el despertar temprano de su actividad sexual [...] y no [estar] desarrollando en otras áreas».
Efraín Aguilar, actor y director de series de televisión, comentó sobre la influencia de Magaly a los televidentes:

(…) no creo que el público la extrañe porque hay programas similares que le gusta a cierto sector del público. Magaly es un fenómeno de la Tv y hasta nos creó un verbo despectivo quizá, en el sentido de “magalyzar” el periodismo y si dejó esa huella, hay que saberlo reconocer. El que no comparta su estilo es otra cosa.

Marco Aurelio Denegri, escritor y periodista, es uno de los mayores críticos de la presencia de la farándula. Sobre la influencia de la televisión en una entrevista realizada por La República en el 2014 anticipó que:

Cuando (mencionando a Jean Paul Sartre) dijo que el gran peligro de la estupidez es que es opresiva. Y entonces es un arma que tiene el sistema para hacer que la gente no piense, no delibere ni se cuestione. [...] Por eso es tan peligroso [hacerse adicta a la televisión]. Y ese no es un fenómeno nuestro. Y lo que sí es evidente es que usted no podría comparar la televisión actual con la de hace 15 años, y tampoco podría compararla con la de sus inicios, fines de los 50 o inicios de los 60.

Carlos Martín González Lupis, hermano de "Peluchín", comentó la situación del conductor:

¿De qué manera uno hoy en día se gana la vida? ¿Qué medios de vida hemos encontrado para obtener una satisfacción personal? [No] sólo es una satisfacción económica para cubrir los gastos básicos, ahora es una satisfacción de ego, de poder, de estar en el centro de la noticia. [...]

En el 2014 Magaly Medina calificó de «bestias totales» a las nuevas conductoras de espectáculos, debido a la presencia de modelos y exparticipantes en certámenes de belleza sin tener conocimiento en la locución. Tras el uso de la palabra «bataclana» como comparativa se generaron reacciones de las propias aludidas, incluyendo a Maju Mantilla y Karen Schwarz.
En la década de 2020, el programa matutino América hoy, fue acusado de maltratar públicamente a todos sus invitados. Según Pati Lorena, exproductora de GV Producciones, afirmó que Ethel Pozo trató de imitar el mismo modelo de su madre Gisela Valcárcel con el programa Aló, Gisela, sin embargo, esto fue desmentido por la misma Valcárcel quien defendió a su hija señalando que "se lo gana diariamente".

### Controversias
El Comité de Ética de la SNRTV y organizaciones no gubernamenales anunciaron sanciones a Frecuencia Latina para adecuarse la «política de protección al menor», obligando en muchas ocasiones a moderar el contenido de los reportajes y entrevistas mediante la autorregulación. América tuvo una sanción similar por difundir conversaciones privadas y testimonios intimidantes.
En octubre de 2011 el programa de espectáculos español Sálvame arremetió contra Sofía Franco, esto a raíz de una foto aparentemente trucada en donde se ve a Franco en situación comprometedora con el esposo de la conductora de dicho programa María Belén Esteban, a partir de este hecho se suscitaron dimes y diretes entre ambos programas. Al poco tiempo, los conductores pidieron disculpas a Sofía Franco. En el 2012 los conductores españoles brindaron una entrevista a Amor Amor Amor que terminó en líos e insultos.
El 16 de mayo de 2012, en el programa Amor, amor, amor, se desató una pelea entre dos agrupaciones musicales de reguetón Las Culisueltas de Argentina y Las Wachiturras de Perú, que fueron invitadas para un duelo de canto y baile. Las acusaciones entre las agrupaciones, incluso de inapropiadas a los menores, dejó de una herida. Al día siguiente Sofía Franco en su sección matutina dijo: «Estoy un poco triste porque se vivió un momento terrible el día de ayer, el peor programa [...], el peor escándalo… Es una lástima que haya sucedido algo así en el set, nosotros para nada estamos de acuerdo en que sucedan estas peleas, se nos fue de la mano».
El 31 de enero de 2013 Frecuencia Latina lanzó una edición especial de Amor, amor, amor en reemplazo a las series Patacláun y Guerreros de arena. La productora Silvia Castillo comentó que fue «una falta de respeto al público». Como resultado los internautas lanzaron el hashtag en Twitter #PeruContraLaTvBasura como forma de protesta y fue por un día tendencia nacional.
En marzo de 2015 Peluchín atribuyó un supuesto audio íntimo de carga sexual a la conductora Johanna San Miguel, seguido de calificativos. Eso generó la indignación de la conductora, por lo que Rodrigo Gonzales pidió disculpas a la brevedad por las afirmaciones vertidas en su programa. Sin embargo, al no ser aceptadas las disculpas, Johanna prometió demandarlo por «injuria y daño a su honor».
En noviembre de 2017, Latina, decidió suspender a Rodrigo González, así como los panelistas Carlos «Tomate» Barraza y Antonio Pavón de sus filas por no respetar el reglamento de conductas del canal. Esto debido a que "Peluchín" presentó en su programa audios donde "Tomate" Barraza expresó actos racistas de su exesposa, así como también mostró un video de la agresión cometida por Pavón en una discoteca de Barranco contra una persona que lo insultó.
En marzo de 2019, Magaly Medina arremetió contra la periodista Milagros Leiva por invitar a su programa a la modelo Melissa Loza y a su novio Juan Diego Álvarez. En esa entrevista se discutió la detención de su novio por supuestamente comercializar droga y que, sin embargo, fue puesto en libertad. Tras declaraciones explosivas, el programa Magaly TV, la firme quedó suspendido del aire por un día, hasta que al día siguiente retornó al aire.
En julio de 2022, la Defensoría del Pueblo reclamó públicamente a SNRTV para limitar a los programas de farándula el tratamiento de la pareja Melissa Paredes y Rodrigo Cuba, debido a la involucración de su hija menor de edad en el juicio legal.
En 2024 el productor estadounidense Sergio George confesó haberse reunido con Magaly Medina para supuestamente generar morbo hacia Yahaira Plasencia como estrategia publicitaria.
En el mismo año, la modelo Luciana Fuster, arremetió contra el programa América hoy, por difundir un falso reportaje donde estaría comprometiéndose con un afortunado millonario tras su ruptura con Patricio Parodi. Tras esto, Fuster pidió que los programas de espectáculos se "autorregulen" por el contenido difundido en el programa matutino de América.
En 2025, las conductoras de ATV, Magaly Medina y Andrea Llosa, tuvieron un tenso enfrentamiento, en donde Medina acusó a Llosa de haberle "quitado" la posible entrevista que iba a tener con el futbolista Christian Cueva en su programa. Sin embargo, Llosa respondió que Cueva se comunicó con ella para solicitarle una entrevista en su programa, mientras estaba de vacaciones y dijo que Medina se comportaba como "la directora del colegio" por sus actitudes hacia sus compañeras de trabajo de dicho canal.

### Televisión blanca
Algunos canales de televisión no transmiten por cuestiones políticas, tal como menciona el artículo 14.º de la Constitución de 1993: «los medios de comunicación social deben colaborar con el Estado en la educación y en la formación moral y cultural». TV Perú, por ser medio del estado, solo transmite entretenimiento artístico o «blanco» como fue Miscelánea a inicios de 2010, Noches de espectáculo en el horario nocturno de los sábados, y A mi manera en los domingos. En 2011 se estrena Metrópolis para recuperar la difusión artística de Lima y otras ciudades a cargo de Fátima Saldonid. En el 2013 se reemplazó el horario matutino de noticias por Bien por casa, un magazín transmitido en el mismo horario de los programas de farándula; la conductora del canal estatal Cecilia Brozovich comentó su modelo comunicativo:

"Nosotros no somos esclavos del rating, más nos preocupamos por entregar un buen contenido. A diferencia de otros programas, no tocamos temas de farándula, ni cosas que destruyan a las personas. Eso me da mucha pena (...). Los últimos años la televisión ha ido involucionando".

En 2002 la presentadora Magaly Medina respondió en una entrevista para el portal peruano Perú.com a los defensores del concepto de «televisión blanca»:

"Nadie hace “televisión blanca”. Cuando utilizo ese término es con sorna, para burlarme del sistema en que vivimos, de la gente que pretende que todos seamos inmaculados, me burlo de algunos canales que se dicen ser abanderados de esa televisión, de eso que se llama “respeto al horario de protección al menor”. El morbo esta ahí y tienes que competir porque la competencia se ha desatado nuevamente en la televisión, todos están tratando de ser vendibles y de hacer rating. Por eso vemos en programas matutinos senos al aire, con el pretexto de dar lecciones de belleza".

El 29 de agosto de 2014 RBC realizó una protesta de tiempo completo en su programación con la campaña Apagón mediático coincidiendo con el cumpleaños de su fundador Ricardo Belmont. Esto motivó a Ethel Pozo, productora de GV Producciones, buscar alternativas en sus programas «para toda la familia». En 2016 se estrenó el canal Ipe debido al interés de los jóvenes hacia los programas de espectáculos y los de concurso.
Desde 2016 la entonces vicepresidenta de la república Mercedes Araoz propuso a la Sociedad Nacional de Radio y Televisión culturizar «aquellos espacios» para que cumplan las normas de la Ley de Radio y Televisión con el manual El Libro Blanco de la Televisión. Araoz citó la sexualización de los concursantes de telerrealidad como uno de sus motivos. La propuesta recibió elogios por el arzobispo Juan Luis Cipriani.
En 2017 IRTP anunció el fin de A mi manera, para enfocarse solo en Metrópolis con la posibilidad de establecer un formato similar los domingos. Según el escritor y abogado Luis Felipe Alpaca, la salida del programa A mi manera se debió al cambio de directiva del IRTP, que pasó el mando de Hugo Coya a Eduardo Guzmán. En 2021, el expresidente Pedro Castillo, propuso hacer un llamado de atención a los canales de televisión que emiten programas de farándula para transformar en un espacio cultural, la propuesta fue apoyada por los miembros de su partido Perú Libre; sin embargo, esto generó críticas de Keiko Fujimori.
En otro orden de cosas, en 2023 se emitió el programa El gran chef famosos, que reunió algunas celebridades en competencia. El portal web Infobae lo calificó como «un ejemplo de hacer televisión blanca en nuestro país», en un contexto de crisis creativa que había provocado que la audiencia dejara de ver la televisión para ver en otros servicios de streaming. La controversia volvió a resurgir cuando el programa América hoy también se identificó como «televisión blanca», lo que provocó críticas de la conductora Magaly Medina.
En 2024, como parte de su estrategia comunicativa, el gobierno de Dina Boluarte se negó a responder preguntas que podrían ser objeto de programas de farándula, como las supuestas cirugías estéticas a las que se sometió y la comunicación privada que mantuvo con el fugitivo Vladimir Cerrón. De hecho, el ministro Raúl Pérez-Reyes sugirió a la prensa que evitara la «farandulización» en el foro APEC, donde Boluarte tendrá una de sus pocas apariciones públicas.

## Marcha contra la televisión basura
Para fines de febrero del 2015, un colectivo organizó el evento Marcha contra la televisión basura, inspirado en las manifestaciones juveniles contra la ley de régimen laboral juvenil de Perú.La idea es impulsar la creación de contenido valorativo y familiar de manera drástica sin necesidad de la farándula. La marcha tendría el apoyo de la Coordinadora de Medios Regionales del Perú mediante un comunicado destacando que el «75% de los medios de comunicación del país no cuentan con un Código de Ética». Según Fernando Vivas, los que lideran la movilización son el comunicador Omar Suriel Chacón y el nutricionista Ernesto Mogrovejo.
Muchas personalidades salieron a defender la marcha. Yola Polastri comparó los programas con la «pizza con cucaracha», aunque advirtió que "los canales solo se preocupan en la parte comercial y rentable". El modelo y exconcursante Guty Carrera indicó en una entrevista para Radio Programas del Perú, «pienso que la televisión es un medio que sirve para entretener, pero creo que los valores no se deben de perder nunca. Se deben entregar valores a la sociedad. Si dejamos de hacerlo estamos haciendo mal el trabajo». El Colegio de Periodistas de Perú y el Colegio de Psicólogos del mismo país mostraron su respaldo. Otros que también brindaron un visto bueno fueron los participantes de Yo soy César Osorio y Daniela Zambrano, Cecilia Bracamonte y el presidente Ollanta Humala.
En cambio otras personas e instituciones no le favorecen la idea. Para Maju Mantilla y Jaime «Choca» Mandros criticaron al evento asumiendo que los temas tratados en la farándula «no le hacen daño [al público]». Para el conductor de Esto es guerra Teens Yaco Eskenazi tildó de «absurdo». Otros peridiodistas como Pedro Canelo, Lorena Álvarez, Andrea Llosa Barreto y Hernán Migoya se rehusaron a la marcha por tener una medida engorrosa. Para Carlos Carlín mantiene una posición neutral sugiriendo que no la hagan por temor a ser más beneficioso a la prensa. «Pero me llama la atención que en un país donde existen tantos problemas tenga que haber gente preocupada por la TV, ese es un reflejo de la educación de nuestro país», complementó.
El 16 de febrero del 2015, uno de los responsables de la regulación de contenidos, Javier Alejandro Ramos, confirmó que habría posibles cambios sobre la autorregulación: «Mientras algunas personas como Andrea Llosa dicen que es una estupidez protestar contra algunos programas, otras, como los que integran la SNRTV, empiezan a reflexionar y ponen paños fríos ante la clamorosa multitud que se va sumando a la marcha».